# カンネロ・リヴィエーラ
カンネロ・リヴィエーラ（伊: Cannero Riviera）は、イタリア共和国ピエモンテ州ヴェルバーノ・クジオ・オッソラ県にある、人口約1,000人の基礎自治体（コムーネ）。

## 地理

### 位置・広がり
| 隣接するコムーネは以下の通り。括弧内のVAはヴァレーゼ県所属を示す。 - アウラーノ - ブレッツォ・ディ・ベーデロ (VA) - カンノービオ - ジェルミニャーガ (VA) - ルイーノ (VA) - オッジェッビオ - トラーレゴ・ヴィッジョーナ |

## 行政
- 代表: Federico Carmine（2014年05月26日選出）

### 分離集落
カンネロ・リヴィエーラには、以下の分離集落（フラツィオーネ）がある。
Barbè, Cassino, Cheggio, Donego, Oggiogno, Piancassone, Ponte